# Beverly Ranger
Beverly Ranger là một cựu cầu thủ bóng đá người Jamaica đã chơi chuyên nghiệp ở Đức trong những năm 1970. Cô có một câu thời gian ngắn chơi bóng ở giải Serie A cho đội bóng Lazio vào năm 1977, nhưng không thành công ở Ý và trở về Đức.
Ranger được cho là nữ cầu thủ bóng đá đầu tiên kiếm sống từ một môn thể thao ở Đức. Cô đạt được một mức độ nổi tiếng bằng cách giành giải thưởng Tor des Monats vào tháng 6 năm 1975 và bảo đảm một hợp đồng tài trợ với Puma SE.
Ở Đức, cô là một trong những cầu thủ nổi tiếng nhất trong thập niên 1970. Cô đã giành giải vô địch Đức năm 1975 với SSG Bergisch Gladbach, và vào tháng 6 năm 1975, một trong những bàn thắng của cô được bình chọn trở thành Bàn thắng của tháng. Cô được coi là nữ cầu thủ chuyên nghiệp đầu tiên ở Đức: cô nhận được hợp đồng thiết bị mang lại cho cô khoản thô nhập hơn 3.000 DM mỗi tháng.

## Cá nhân
Cô lớn lên ở London sau khi chuyển đến từ Jamaica năm 12 tuổi.
Sinh ra vào đầu những năm 1950 tại thủ đô Kingston của Jamaica, Beverly Ranger đến London cùng cha mẹ khi mới 12 tuổi. Cô chơi bóng đá trong một công viên không xa sân vận động Wembley với những cậu bé cùng tuổi. Tài năng của cô đã vô tình được phát hiện bởi một nhà báo cho rằng cô sẽ tham gia một câu lạc bộ bóng đá. Ranger lần đầu chơi cho Watford F.C., sau đó tại ngoại ô London của Amersham Town F.C
Sau khi kết thúc sự nghiệp bóng đá, cô chuyển đến Hoa Kỳ vào năm 1989 và sống ở Charlotte, Bắc Carolinanơi cô làm giáo viên.